# JPU Records
A JPU Records Ltd. brit független lemezkiadó, melyet 2012-ben alapított Tom Smith. Az Enfield Town-i székhelyű vállalat japán előadók lemezeinek európai megjelentetésével foglalkozik.

## Története
A céget 2012. június 20-án alapította Thomas Anthony „Tom” Smith miután a Japán Külkereskedelmi Szervezet (JETRO) megkereste, hogy végezzen kutatást a japán zenére való tekintettel a brit székhelyű forgalmazók, kiadók és promóterek körében. A Plastic Head független zeneforgalmazó vezetősége végül beleegyezett, hogy ha Smith alapít egy kiadót, akkor segít annak kiadványainak forgalmazásában. Smith iskolás évei alatt ismerkedett meg a japán zenével, amikor egy olyan lányt akart lenyűgözni a mixtape-jeivel, aki szerette a rockzenét és Japánt. Smith 2007 körül a japán zenéről kezdett írni, többek között publikált a brit Neo magazinba is. A Neóba írt első, 2009–2010 környékén megjelent kísérleti jellegű szócikke sikeresnek bizonyult, így azóta minden egyes lapszámba ír. Smith 2010. november 17-én első ízben rendezte meg a Japan Underground zenei rendezvényt, melyen az évek folyamán számos japán zenész is fellépett, de gyakran saját maga is lemezlovaskodott. Smith számos egyéb rendezvényen, így a Hyper Japanen vagy az MCM London Comic Conon is népszerűsítette a japán zenét. Időközben több japán előadó is megbízta PR- és marketingmunkákkal, így tartós kapcsolatokat épített ki a szigetország lemezkiadóival. A JPU Records megalapításában nagy szerepet játszott, hogy az Egyesült Királyságban akkoriban elérhető japán előadók kiadványai igen drágák voltak, ami miatt a zenéjük a keménymagos rajongók és az illegális zeneletöltők körében ragadt. Smith azt akarta, hogy a japán előadók lemezei is ugyanannyiba kerüljenek mint bármely más előadóé. A JPU Records kiadványai mind tartalmaznak egy a japán kiadásban rendszerint nem szereplő, a dalszövegek angol nyelvre és Hepburn-romanizációra átírt alakjait tartalmazó füzetecskét.
A cég első kiadványa, a Gazette visual kei együttes Division című stúdióalbuma 2012. október 11-én jelent meg. A JPU Records első angol nyelvre fordított dokumentumfilmje, a Gazette World Tour 13 Documentary DVD-je 2014. április 21-én jelent meg. A vállalat az évek folyamán olyan előadók lemezeit jelentette meg, mint a új hullámos Polysics, a post-hardcore Ling tosite sigure, az alternatív rock Boom Boom Satellites, Spyair és Asian Kung-Fu Generation, a pop-rock Band-Maid, Flow és Scandal, a J-pop Amacuki, Bed In, Dempagumi.inc, Fudzsita Ena, Lyrical School, Mószó Calibration és Nidzsi no Conquistador, a metal Aldious, Crystal Lake, Dolls Boxx, Lovebites, Nogod és Sin Isomer, az electropop FEMM, a punk Mutant Monster vagy a ska Kemuri.

## Diszkográfia
| Megjelenés           | Előadó                              | Cím                                       | Katalógusszám                         |
| -------------------- | ----------------------------------- | ----------------------------------------- | ------------------------------------- |
| 2012. október 11.    | The Gazette                         | Division                                  | JPU 001                               |
| 2013. június 10.     | Polysics                            | Weeeeeeeeee!!!                            | JPU 002                               |
| 2013. június 24.     | Ling tosite sigure                  | I’mperfect                                | JPU 003                               |
| 2013. augusztus 21.  | The Gazette                         | Fadeless                                  | (kizárólag digitális úton jelent meg) |
| 2013. szeptember 2.  | Boom Boom Satellites                | Embrace                                   | JPU 004                               |
| 2013. szeptember 23. | Spyair                              | Million                                   | JPU 005                               |
| 2013. november 4.    | The Gazette                         | Beautiful Deformity                       | JPU 006                               |
| 2014. április 21     | The Gazette                         | World Tour 13 Documentary                 | JPU 01DVD                             |
| 2015. január 12.     | Spyair                              | Best                                      | JPU 007                               |
| 2015. január 19.     | Scandal                             | Hello World                               | JPU 008                               |
| 2015. május 12.      | Scandal                             | Greatest Hits                             | JPU 009                               |
| 2015. július 10.     | The Gazette                         | NIL                                       | JPU 010                               |
| 2015. augusztus 3.   | Scandal                             | Stamp!                                    | (kizárólag digitális úton jelent meg) |
| 2015. augusztus 7.   | Dempagumi.inc                       | WWDD                                      | JPU 011                               |
| 2015. augusztus 14.  | The Gazette                         | Stacked Rubbish                           | JPU 012                               |
| 2015. augusztus 14.  | The Gazette                         | Dim                                       | JPU 013                               |
| 2015. augusztus 21.  | Ling tosite sigure                  | Best of Tornado                           | JPU 014                               |
| 2015. szeptember 9.  | Scandal                             | Sisters                                   | (kizárólag digitális úton jelent meg) |
| 2015. október 2.     | The Gazette                         | Dogma                                     | JPU 015                               |
| 2015. november 6.    | Asian Kung-Fu Generation            | Best Hit AKG                              | JPU 016                               |
| 2015. november 6.    | Asian Kung-Fu Generation            | Wonder Future                             | JPU 017                               |
| 2015. november 13.   | Crystal Lake                        | The Sign                                  | JPU 018                               |
| 2015. november 18.   | The Gazette                         | Ugly                                      | (kizárólag digitális úton jelent meg) |
| 2016. március 4.     | FEMM                                | PoW!/L.C.S. + Femm-Isation                | JPU 019                               |
| 2016. március 4.     | Scandal                             | Hello World                               | JPU 02DVD                             |
| 2016. március 11.    | Scandal                             | Yellow                                    | JPU 020                               |
| 2016. április 15.    | Spyair                              | 4                                         | JPU 021                               |
| 2016. április 4.     | Nogod                               | Renovate                                  | (kizárólag digitális úton jelent meg) |
| 2016. április 27.    | The Gazette                         | Undying                                   | (kizárólag digitális úton jelent meg) |
| 2016. április 27.    | Lyrical School                      | Run and Run                               | (kizárólag digitális úton jelent meg) |
| 2016. június 17.     | Band-Maid                           | Brand New Maid                            | JPU 022                               |
| 2016. július 6.      | Lyrical School                      | Summer Foundation                         | (kizárólag digitális úton jelent meg) |
| 2016. július 29.     | Amacuki                             | Hakoniva Dramatic                         | (kizárólag digitális úton jelent meg) |
| 2016. július 29.     | Amacuki                             | Nidzsi no mukó e/Hosizuki jo              | (kizárólag digitális úton jelent meg) |
| 2016. július 29.     | Amacuki                             | Hello, World!                             | (kizárólag digitális úton jelent meg) |
| 2016. július 29.     | Scandal                             | Take Me Out                               | (kizárólag digitális úton jelent meg) |
| 2016. augusztus 11.  | Bed In                              | Rich                                      | (kizárólag digitális úton jelent meg) |
| 2016. szeptember 30. | Kemuri                              | Ska Bravo                                 | JPU 023                               |
| 2016. november 11.   | Flow                                | Anime Best Kiwami                         | JPU 024                               |
| 2016. november 24.   | Fudzsita Ena                        | Evil Idol Song                            | (kizárólag digitális úton jelent meg) |
| 2017. február 3.     | Crystal Lake                        | True North                                | JPU 025                               |
| 2017. február 6.     | Amacuki                             | Dive                                      | (kizárólag digitális úton jelent meg) |
| 2017. február 10.    | Band-Maid                           | Just Bring It                             | JPU 026                               |
| 2017. március 3.     | Scandal                             | Scandal                                   | JPU 028                               |
| 2017. március 17.    | Aldious                             | Radiant A                                 | JPU 027                               |
| 2017. március 24.    | The Gazette                         | World Tour 16 Documentary Dogmatic: Trois | JPUDVD03 (DVD) JPUBR01 (BD)           |
| 2017. április 7.     | The Gazette                         | Traces Vol. 2                             | JPU 029                               |
| 2017. április 12.    | The Idol Formerly Known as Ladybaby | Pelo                                      | (kizárólag digitális úton jelent meg) |
| 2017. július 23.     | Amacuki                             | Mr. Fake/Cunageru                         | (kizárólag digitális úton jelent meg) |
| 2017. július 29.     | Nogod                               | Arlequin                                  | (kizárólag digitális úton jelent meg) |
| 2017. augusztus 4.   | Mószó Calibration                   | Greatest Hits World Selection             | JPU031                                |
| 2017. augusztus 18.  | Mary’s Blood                        | Fate                                      | JPU030                                |
| 2017. augusztus 25.  | Lovebites                           | The Lovebites EP                          | JPU032                                |
| 2017. augusztus 30.  | Spyair                              | Midnight                                  | (kizárólag digitális úton jelent meg) |
| 2017. szeptember 5.  | Nidzsi no Conquistador              | This Summer Girl Is an Innocent Mistress  | (kizárólag digitális úton jelent meg) |
| 2017. szeptember 6.  | Bed In                              | Cocoro Graduation                         | (kizárólag digitális úton jelent meg) |
| 2017. szeptember     | The Idol Formerly Known as Ladybaby | Szanpai! Goszjuin Girl                    | (kizárólag digitális úton jelent meg) |
| 2017. szeptember 20. | Nogod                               | Proof                                     | (kizárólag digitális úton jelent meg) |
| 2017. szeptember 27. | The Idol Formerly Known as Ladybaby | Piky! Pinky!                              | (kizárólag digitális úton jelent meg) |
| 2017. október 6.     | Fudzsita Ena                        | Bikini Riot                               | JPU033                                |
| 2017. október 6.     | Sin Isomer                          | Burst into Isomer                         | JPU034                                |
| 2017. október 22.    | Scandal                             | Koiszuru Universe                         | (kizárólag digitális úton jelent meg) |
| 2017. október 24.    | Lovebites                           | Awakening from Abyss                      | JPU035                                |
| 2017. november 10.   | Spyair                              | Kingdom                                   | JPU036                                |
| 2017. november 17.   | Dolls Boxx                          | High Spec                                 | (digitális változat)                  |
| 2017. december 1.    | Mutant Monster                      | Abnormal                                  | JPU037                                |
| 2017. december 6.    | Bed In                              | Tokyo                                     | (kizárólag digitális úton jelent meg) |
| 2018. január 19.     | Dolls Boxx                          | High Spec                                 | JPU038                                |
| 2018. január 19.     | FEMM                                | 80s / 90s J-pop Revival                   | JPU039 (CD) JPUCAS0001 (MC)           |
| 2018. február 2.     | Ueszaka Szumire                     | Pop Team Epic                             | (kizárólag digitális úton jelent meg) |
| 2018. február 14.    | Band-Maid                           | World Domination                          |                                       |
| 2018. február 14.    | Scandal                             | Honey                                     | (digitális változat)                  |
| 2018. március 2.     | Scandal                             | Honey                                     |                                       |
| 2021. január 15.     | Buck-Tick                           | Abracadabra                               | JPU066                                |